# Émile Ess
Émile Ess, švicarski veslač, * 9. januar 1932, Ruswil, † 30. november 1990.
Ess je v švicarskem četvercu s krmarjem na Poletnih olimpijskih igrah 1952 v Helsinkih osvojil srebrno medaljo.
Osem let kasneje je na Poletnih olimpijskih igrah 1960 nastopil še v švicarskem osmercu, ki pa je bil izločen v repasažu.